# Spiritual Beggars
Spiritual Beggars (v překladu duchovní žebráci) je švédská hard rock/stoner rocková kapela z Halmstadu založená roku 1992 kytaristou Michaelem Amottem (ex-Carcass, ex-Carnage, ex-Candlemass, Arch Enemy), bubeníkem Ludwigem Wittem (ex-Firebird) a zpěvákem/baskytaristou Spicem.

## Diskografie

### Studiová alba
- Spiritual Beggars (1994)
- Another Way to Shine (1996)
- Mantra III (1998)
- Ad Astra (2000)
- On Fire (2002)
- Demons (2005)
- Return to Zero (2010)
- Earth Blues (2013)
- Sunrise to Sundown (2016)

### Live alba
- Return to Live: Loud Park 2010 (2011)